# 965
Cette page concerne l'année 965  du calendrier julien.
L'année 965 est une année commune qui commence un dimanche.

## Événements
- 11 février, Chine : les Song achèvent la conquête de Shu (8 décembre 964-11 février 965)[1].
- 27 mars : à la mort d’Arnoul le Grand, le roi Lothaire revendique le comté de Flandre, mais les Flamands choisissent le petit-fils du défunt Arnoul II, qui devient comte de Flandre sous la tutelle d'un Grand, Bauces (Baltzo) (fin de règne en 988). Lothaire s’empare d’Arras, de Douai, de Saint-Amand, puis après avoir fait la paix avec les Flamands, il garde le pays jusqu’à la Lys[2].
- Mars[3] : Pons est attesté comme vicomte de Marseille.
- 20 mai : après la mort du margrave Gero, sa marche (Marca Geronis) est divisée en 5 parties : la Marche du Nord, la Marche de l’Est saxonne, la Marche de Misnie, la Marche de Zeitz et la Marche de Mersebourg[4].
- 26 juin : l'empereur Otton Ier prend sous sa protection les biens des églises de Slesvig, Ribe et Århus[5].
- 15 juillet : l'empereur byzantin Nicéphore II Phocas prend Mopsueste[6].
- 16 août : Nicéphore Phocas prend Tarse, achevant la conquête de la Cilicie sur les Hamdanides[7].
- 1er octobre : début du pontificat de Jean XIII (fin en 972). Fils de Theodora la Jeune, il est élu pape grâce à Otton Ier. Il réorganise l’Église d’Allemagne.
- Octobre : triomphe de Nicéphore Phocas à Constantinople[6].
- Novembre : Rometta, dernière possession byzantine en Sicile, est prise par les musulmans. Vers le même temps la flotte byzantine est incendiée à Reggio et l'amiral Nicétas fait prisonnier. La Calabre byzantine est soumise au tribut[8].
- Hiver : la flotte byzantine de Nicétas Chalkoutzès reprend l’île de Chypre aux musulmans[6].

- Expédition de Sviatoslav Ier contre l'empire des Khazars. Il s'empare de leur forteresse de Sarkel sur le Don, et massacre les trois cents hommes de sa garnison[9], puis ravage la capitale Itil, sur la Volga[10]. L'empire se désagrège peu de temps après.
- Mariage de Mieszko Ier de Pologne avec Dubravka de Bohême[11].
- Réforme administrative de Thord Gellir en Islande avec institution des things de quartier[12]. Division administrative de l’Islande en quatre secteurs (Quart-Nord, Quart-Sud, Quart-Est, Quart-Ouest). Le nombre des godhar passe de 36 à 39.